# Mistrzostwa Polski w Judo 2006
50. edycja Mistrzostw Polski w judo odbyła się w dniach 9–11 czerwca 2006 roku w Gdańsku.

## Medaliści 50 mistrzostw Polski

### Kobiety
| Kategoria wagowa: | Złoto:                                  | Srebro:                                  | Brąz:                                                                   |
| 48 kg             | Katarzyna Pułkośnik Narwew Łapy         | Małgorzata Kamińska AZS AWF Warszawa     | Martyna Martynowicz Gwardia Opole Kinga Kubicka AZS Kielce              |
| 52 kg             | Iwona Machałek AZS AWFiS Gdańsk         | Paulina Wota Samuraj Koszalin            | Weronika Karbowiak AZS UW Warszawa Katarzyna Pasternak UKJ AON Warszawa |
| 57 kg             | Małgorzata Bielak AZS AWFiS Gdańsk      | Marta Wyrzykowska AZS AWFiS Gdańsk       | Monika Woźniak AZS AWFiS Gdańsk Inga Gołaszewska Gwardia Warszawa       |
| 63 kg             | Aneta Szczepańska Olimpijczyk Włocławek | Ewa Iwańska-Wiwatowska Zryw Toruń        | Beata Wolska AZS AWFiS Gdańsk Sylwia Deptuła AZS AWFiS Gdańsk           |
| 70 kg             | Beata Rainczuk Czarni Bytom             | Paulina Rainczuk AZS AWFiS Gdańsk        | Izabela Adamczyk MOSiR Mysłowice Katarzyna Wróbel Śląsk Wrocław         |
| 78 kg             | Agnieszka Czepukojć AZS AWFiS Gdańsk    | Agnieszka Chlipała Gwardia Bielsko-Biała | Karolina Lampkowska Czarni Bytom Katarzyna Zakolska AZS AWF Wrocław     |
| +78 kg            | Małgorzata Górnicka AZS AWF Wrocław     | Wioletta Nasiadko Wybrzeże Gdańsk        | Magdalena Kozioł AZS AWFiS Gdańsk Urszula Sadkowska UKS Rekord Olsztyn  |
| open              | Marzena Makuła AZS AWF Wrocław          | Wioletta Nasiadko Wybrzeże Gdańsk        | Katarzyna Wróbel Śląsk Wrocław Magdalena Kozioł AZS AWFiS Gdańsk        |

### mężczyźni
| Kategoria wagowa: | Złoto:                                | Srebro:                             | Brąz:                                                             |
| 60 kg             | Mariusz Rowicki UKJ Ryś Warszawa      | Maciej Kostrzewa AZS AWF Wrocław    | Tomasz Buczak Gwardia Wrocław Robert Wandor Gwardia Bielsko-Biała |
| 66 kg             | Mateusz Michałek Czarni Bytom         | Marek Kręcielewski Gwardia Warszawa | Bartosz Zachara AZS UW Warszawa Ignacy Rudawiec AZS Gliwice       |
| 73 kg             | Krzysztof Wiłkomirski AZS UW Warszawa | Wojciech Piekarczyk Gwardia Opole   | Tomasz Kręcielewski Gwardia Warszawa Marcin Kowalski Ryś Warszawa |
| 81 kg             | Robert Krawczyk Czarni Bytom          | Łukasz Bałanda AZS UW Warszawa      | Łukasz Błach Gwardia Wrocław Daniel Mróz AZS AWFiS Gdańsk         |
| 90 kg             | Krzysztof Węglarz Wisła Kraków        | Łukasz Koleśnik Gwardia Wrocław     | Paweł Czaplicki AZS AWFiS Gdańsk Patryk Janik Śląsk Wrocław       |
| 100 kg            | Kamil Panek AZS AWFiS Gdańsk          | Paweł Smoliniec AZS AWFiS Gdańsk    | Maciej Sarnicki AZS AWF Warszawa Paweł Sitarski Gwardia Warszawa  |
| +100 kg           | Janusz Wojnarowicz Czarni Bytom       | Paweł Pytliński Wisła Kraków        | Grzegorz Eitel Gwardia Warszawa Rafał Rutkowski AZS AWFiS Gdańsk  |